# 2015 aux échecs
| Années des échecs : 2012 - 2013 - 2014 - 2015 - 2016 - 2017 - 2018    |
| Décennies des échecs : 1980 - 1990 - 2000 - 2010 - 2020 - 2030 - 2040 |

Cette page recense les événements liés au monde des échecs qui ont eu lieu en 2015.

## Championnats du monde

### Championnat du monde féminin

#### Championnat 2014-2015
- Mars-avril 2015 : Mariya Mouzytchouk bat Natalia Pogonina en finale.

#### Championnat 2015-2016
Le championnat du monde 2015 qui doit opposer Mariya Mouzytchouk à Hou Yifan, vainqueur du Grand Prix FIDE féminin 2013-2014, est reporté à mars 2016.

### Championnat du monde de blitz et de parties rapides
| Tournoi        | Champion mixte        | Championne                 |
| -------------- | --------------------- | -------------------------- |
| Cadence rapide | Magnus Carlsen        | Pas de compétition en 2015 |
| Cadence blitz  | Aleksandr Grichtchouk | Pas de compétition en 2015 |

### Championnats du monde d'échecs senior, de la jeunesse et des solutionnistes
| Âge                              | Champion mixte            | Championne           |
| -------------------------------- | ------------------------- | -------------------- |
| Plus de 50 ans                   | Predrag Nikolić           | Galina Stroutinskaïa |
| Plus de 65 ans                   | Vladimir Okhotnik         | Nona Gaprindachvili  |
| Juniors (moins de 20 ans)        | Mikhaïl Antipov           | Nataliïa Bouksa      |
| Moins de 18 ans                  | Massoud Mossadeghpour     | M Mahalakshmi        |
| Moins de 16 ans                  | Roven Vogel (de)          | Stavroúla Tsolakídou |
| Moins de 14 ans                  | Shamsiddin Vokhidov       | Rameshbabu Vaishali  |
| Moins de 12 ans                  | Mahammad Muradli          | Nurgyul Salimova     |
| Moins de 10 ans                  | Rameshbabu Praggnanandhaa | Rakshitta Ravi       |
| Moins de 8 ans                   | Bharath Subramaniyam (en) | Nguyễn Lê Cẩm Hiền   |
| Résolution de problèmes d'échecs | Kacper Piorun             |                      |

## Tournois annuels
- Hastings :  Zhao Jun (Chine)
- Wijk aan Zee (Tata Steel Chess) : Magnus Carlsen (Masters) et Wei Yi (Challengers)[4]
- Gibraltar : Hikaru Nakamura[5]
- Baden-Baden (Grenke Classic) : Magnus Carlsen après un départage contre Arkadij Naiditsch[6]
- Zurich (Chess Challenge) : Hikaru Nakamura (premier du classement combiné après un départage contre Anand) et Viswanathan Anand (tournoi classique)[7]
- Stavanger-Sandnes (Norway Chess) : Veselin Topalov[8]
- La Havane (mémorial Capablanca) : Yu Yangyi[9]
- Şəmkir (mémorial Gashimov): Magnus Carlsen[10]
- Dortmund : Fabiano Caruana[11]
- Festival d'échecs de Bienne : Maxime Vachier-Lagrave[12]
- Coupe Sinquefield (Saint-Louis) : Levon Aronian[13]
- Poïkovski (tournoi Karpov) : Anton Korobov, au départage devant Viktor Bologan[14]
- Bilbao : Wesley So[15]
- London Chess Classic : Magnus Carlsen, au départage devant Anish Giri et Maxime Vachier-Lagrave[16]
- Open Aeroflot : Ian Nepomniachtchi[17],[18]
- Qatar Masters : Magnus Carlsen[19]
- Al Ain Classic : Wang Hao[20]
- Tournoi d'échecs de Danzhou : Wang Yue[21]

De plus, Magnus Carlsen remporte le Grand Chess Tour 2015, récompensant le joueur ayant accompli la meilleure performance globale aux tournois Norway Chess, Sinquefield Cup et London Chess Classic.

### Grand Prix FIDE 2014-2015
Fabiano Caruana remporte le Grand Prix FIDE 2014-2015.
- Tbilissi : victoire de Ievgueni Tomachevski
- Khanty-Mansiïsk : victoire de Fabiano Caruana, Hikaru Nakamura et Dmitri Iakovenko

## Compétitions par équipes

### Championnats continentaux par équipes
| Compétition                                        | Vainqueur mixte            | Vainqueur femmes           |
| -------------------------------------------------- | -------------------------- | -------------------------- |
| Championnat du monde d'échecs par équipes          | Chine                      | Géorgie                    |
| Championnat d'Europe d'échecs des nations          | Russie                     | Russie                     |
| Championnat d'Asie d'échecs des nations            | Pas de compétition en 2015 | Pas de compétition en 2015 |
| Championnat panaméricain d'échecs des nations (en) |                            |                            |

### Championnats interclubs
| Pays                                       | Champion                       | Deuxième          | Troisième                          |
| ------------------------------------------ | ------------------------------ | ----------------- | ---------------------------------- |
| Coupe d'Europe des clubs d'échecs          | Siberia Novossibirsk           | SOCAR Bakou       | Mednyi Vsadnik (Saint-Pétersbourg) |
| Coupe d'Europe des clubs d'échecs féminine | Nona Batoumi                   |                   |                                    |
| Championnat d'Allemagne d'échecs des clubs | OSG Baden-Baden                |                   |                                    |
| Championnat de Belgique d'échecs des clubs | Amay                           | Eynatten          | Wirtzfeld                          |
| Championnat d'Espagne d'échecs des clubs   | Solvay (Santander)             |                   |                                    |
| Championnat de France d'échecs des clubs   | Cercle d'échecs de Bischwiller | Clichy Échecs 92  | Bois-Colombes                      |
| Coupe de France d'échecs des clubs         | Clichy Échecs 92               | Mulhouse Philidor | —                                  |
| Four Nations Chess League (en) (4NCL)      |                                |                   |                                    |
| United States Chess League (en) (USCL)     |                                |                   |                                    |

## Championnats continentaux et nationaux individuels

### Championnats continentaux individuels
| Compétition                              | Champion mixte  | Championne                 |
| ---------------------------------------- | --------------- | -------------------------- |
| Championnat d'Afrique d'échecs           | Bassem Amin,    | Mona Khaled                |
| Championnat d'Asie d'échecs              | Saleh Salem     | Mitra Hejazipour           |
| Championnat d'Amérique d'échecs          | Sandro Mareco   | Pas de championnat en 2015 |
| Championnat d'Europe d'échecs individuel | Ievgueni Naïer  | Natalia Joukova            |
| Championnat d'Océanie d'échecs           | Max Illingworth | Emma Guo (en)              |

### Championnats nationaux individuels
| Pays                                              | Champion mixte               | Championne                 |
| ------------------------------------------------- | ---------------------------- | -------------------------- |
| Championnat d'Afrique du Sud d'échecs             |                              |                            |
| Championnat d'Albanie d'échecs (en)               |                              |                            |
| Championnat d'Algérie d'échecs                    |                              |                            |
| Championnat d'Allemagne d'échecs                  | Klaus Bischoff               | Zoya Schleining            |
| Championnat d'Andorre d'échecs                    |                              |                            |
| Championnat d'Argentine d'échecs                  | Sandro Mareco                | Carolina Luján             |
| Championnat d'Arménie d'échecs                    | Karen H. Grigorian,          | Susanna Gaboyan            |
| Championnat d'Australie d'échecs                  | Pas de championnat           | Heather Richards           |
| Championnat d'Autriche d'échecs                   | David Shengelia              | Katharina Newrkla          |
| Championnat d'Azerbaïdjan d'échecs                | Rauf Mamedov                 | Zeinab Mamedyarova         |
| Championnat du Bangladesh d'échecs                |                              |                            |
| Championnat de la Barbade d'échecs                |                              |                            |
| Championnat de Belgique d'échecs                  | Mher Hovhanisian             | Hanne Goossens (de)        |
| Championnat de la Biélorussie d'échecs            | Kirill Stupak (en),          | Lanita Stetsko             |
| Championnat de Birmanie d'échecs                  | Wynn Zaw Htun (en)           |                            |
| Championnat de Bolivie d'échecs                   |                              |                            |
| Championnat de Bosnie-Herzégovine d'échecs        |                              |                            |
| Championnat du Botswana d'échecs                  |                              |                            |
| Championnat du Brésil d'échecs                    | Krikor Mekhitarian           | Juliana Sayumi Terao (en)  |
| Championnat de Bulgarie d'échecs                  | Kiril Georgiev               | Svetla Yordanova (en)      |
| Championnat du Canada d'échecs                    | Tomas Krnan (en)             | Pas de championnat         |
| Championnat du Chili d'échecs                     | Cristóbal Henríquez          |                            |
| Championnat de Chine d'échecs                     | Wei Yi                       | Tan Zhongyi                |
| Championnat de Colombie d'échecs                  |                              |                            |
| Championnat de Corée du Sud d'échecs              | Kim Inguh                    |                            |
| Championnat du Costa Rica d'échecs                |                              |                            |
| Championnat de Croatie d'échecs                   |                              |                            |
| Championnat de Cuba d'échecs                      | Isan Reynaldo Ortiz Suárez   | Maritza Arribas Robaina    |
| Championnat de Chypre d'échecs                    |                              |                            |
| Championnat du Danemark d'échecs                  |                              |                            |
| Championnat d'Écosse d'échecs                     | Neil Berry                   |                            |
| Championnat des Émirats Arabes Unis d'échecs      |                              |                            |
| Championnat d'Érythrée d'échecs                   | Kibrom Weldegebriel          | Pas de championnat dédié   |
| Championnat d'Espagne d'échecs                    | Francisco Vallejo Pons       | Sabrina Vega Gutiérrez     |
| Championnat d'Estonie d'échecs                    |                              |                            |
| Championnat des États-Unis d'échecs               | Hikaru Nakamura              | Irina Krush                |
| Championnat des îles Féroé d'échecs               | Rógvi Egilstoft Nielsen (fo) |                            |
| Championnat de Finlande d'échecs                  |                              |                            |
| Championnat de France d'échecs                    | Christian Bauer              | Almira Skripchenko         |
| Championnat de Géorgie d'échecs                   | Levan Pantsulaia             | Nino Batsiashvili          |
| Championnat d'échecs de Grande-Bretagne           | Jonathan Hawkins             | Akshaya Kalaiyalahan (en)  |
| Championnat de Grèce d'échecs                     |                              |                            |
| Championnat du Guatemala d'échecs                 |                              |                            |
| Championnat du Honduras d'échecs                  |                              |                            |
| Championnat de Hongrie d'échecs                   |                              |                            |
| Championnat d'Inde d'échecs                       |                              |                            |
| Championnat d'Indonésie d'échecs                  |                              |                            |
| Championnat d'Iran d'échecs                       | Ehsan Ghaem Maghami          |                            |
| Championnat d'Irlande d'échecs                    |                              |                            |
| Championnat d'Islande d'échecs                    |                              |                            |
| Championnat d'Israël d'échecs                     |                              |                            |
| Championnat d'Italie d'échecs                     | Danyyil Dvirnyy              |                            |
| Championnat de Jamaïque d'échecs                  |                              |                            |
| Championnat du Japon d'échecs                     |                              |                            |
| Championnat du Kazakhstan d'échecs                |                              |                            |
| Championnat du Kenya d'échecs                     | Kenneth Ajode Omolo          | Riya Shah                  |
| Championnat du Kosovo d'échecs                    | Nderim Saraçi                |                            |
| Championnat de Lettonie d'échecs                  |                              |                            |
| Championnat du Liban d'échecs                     |                              |                            |
| Championnat de Lituanie d'échecs                  |                              |                            |
| Championnat du Luxembourg d'échecs                |                              |                            |
| Championnat de Macédoine d'échecs                 |                              |                            |
| Championnat de Madagascar d'échecs                |                              |                            |
| Championnat de Malaisie d'échecs                  |                              |                            |
| Championnat de Malte d'échecs                     |                              |                            |
| Championnat du Maroc d'échecs                     |                              |                            |
| Championnat du Mexique d'échecs                   |                              |                            |
| Championnat de Moldavie d'échecs                  |                              |                            |
| Championnat de Mongolie d'échecs                  |                              |                            |
| Championnat du Monténégro d'échecs                |                              |                            |
| Championnat du Népal d'échecs                     |                              |                            |
| Championnat de Namibie d'échecs                   | Charles Eichab               | Lishen Mentile             |
| Championnat de Nouvelle-Zélande d'échecs          |                              |                            |
| Championnat de Norvège d'échecs                   | Aryan Tari                   |                            |
| Championnat d'Ouzbékistan d'échecs                |                              |                            |
| Championnat du Pakistan d'échecs                  |                              |                            |
| Championnat du Paraguay d'échecs                  |                              |                            |
| Championnat d'échecs des Pays-Bas                 | Anish Giri                   | Anne Haast                 |
| Championnat du Pays de Galles d'échecs            |                              |                            |
| Championnat du Pérou d'échecs                     | Renato Terry                 | Mitzy Caballero            |
| Championnat des Philippines d'échecs              |                              |                            |
| Championnat de Pologne d'échecs                   |                              |                            |
| Championnat du Portugal d'échecs                  |                              |                            |
| Championnat de la République Dominicaine d'échecs |                              |                            |
| Championnat de la République Tchèque d'échecs     |                              |                            |
| Championnat de Roumanie d'échecs                  | Constantin Lupulescu         | Corina-Isabela Peptan      |
| Championnat de Russie d'échecs                    | Evgueni Tomachevski          | Olga Guiria                |
| Championnat du Salvador d'échecs                  |                              |                            |
| Championnat de Serbie d'échecs                    | Dejan Antić (en)             | Marija Rakić               |
| Championnat de Singapour d'échecs                 |                              |                            |
| Championnat de Slovaquie d'échecs                 |                              |                            |
| Championnat de Slovénie d'échecs                  |                              |                            |
| Championnat du Sri Lanka d'échecs                 |                              |                            |
| Championnat de Suède d'échecs                     | Nils Grandelius              |                            |
| Championnat de Suisse d'échecs                    | Vadim Milov                  | Monika Seps                |
| Championnat du Suriname d'échecs                  |                              |                            |
| Championnat du Togo d'échecs                      | Adama Mawulikplim Ephoevi-Ga |                            |
| Championnat de Trinité-et-Tobago d'échecs         |                              |                            |
| Championnat de Turquie d'échecs                   |                              |                            |
| Championnat d'Ukraine d'échecs                    | Andriï Volokitine            | Anastassiïa Rakhmangoulova |
| Championnat d'Uruguay d'échecs                    |                              |                            |
| Championnat du Venezuela d'échecs                 | Jaime José Romero Barreto    |                            |
| Championnat du Vietnam d'échecs                   | Nguyễn Văn Huy               |                            |
| Championnat de Zambie d'échecs                    | Andrew Kayonde (en)          |                            |

## Évolution des classements mondiaux en 2015
Les joueurs d'échecs ont un classement Elo mis à jour chaque mois par la FIDE en fonction de leurs résultats sportifs, et chaque partie jouée rapporte ou retire des points Elo aux joueurs. Au cours de l'année 2015, plusieurs progressions au classement Elo sont remarquées.

### Classement mixte
| Rang 2016 | Nom                    | Né en | Fédération | Elo 2016 | Rang 2015 | Elo 2015 | Évolution     |
| --------- | ---------------------- | ----- | ---------- | -------- | --------- | -------- | ------------- |
| 1         | Magnus Carlsen         | 1990  | Norvège    | 2 844    | 1         | 2 862    | 18            |
| 2         | Vladimir Kramnik       | 1975  | Russie     | 2 801    | 8         | 2 783    | 18            |
| 3         | Anish Giri             | 1994  | Pays-Bas   | 2 798    | 7         | 2 784    | 14            |
| 4         | Levon Aronian          | 1982  | Arménie    | 2 792    | 6         | 2 797    | en stagnation |
| 5         | Fabiano Caruana        | 1992  | États-Unis | 2 787    | 2         | 2 820    | 33            |
| 6         | Hikaru Nakamura        | 1987  | États-Unis | 2 787    | 9         | 2 776    | 11            |
| 7         | Maxime Vachier-Lagrave | 1990  | France     | 2 785    | 13        | 2 757    | 28            |
| 8         | Viswanathan Anand      | 1969  | Inde       | 2 784    | 5         | 2 797    | 13            |
| 9         | Veselin Topalov        | 1975  | Bulgarie   | 2 780    | 4         | 2 800    | 20            |
| 10        | Wesley So              | 1993  | États-Unis | 2 773    | 10        | 2 762    | 11            |

### Classement femmes
| Rang 2016 | Nom                 | Né en | Fédération | Elo 206 | Rang 2015 | Elo 2015 | Évolution     |
| --------- | ------------------- | ----- | ---------- | ------- | --------- | -------- | ------------- |
| 1         | Hou Yifan           | 1994  | Chine      | 2 673   | 2         | 2 673    | en stagnation |
| 2         | Humpy Koneru        | 1987  | Inde       | 2 583   | 3         | 2 581    | en stagnation |
| 3         | Mariya Muzychuk     | 1992  | Ukraine    | 2 554   | 12        | 2 520    | 34            |
| 4         | Alexandra Kosteniuk | 1984  | Russie     | 2 550   | 9         | 2 529    | 21            |
| 5         | Ju Wenjun           | 1991  | Chine      | 2 548   | 5         | 2 547    | en stagnation |
| 6         | Anna Muzychuk       | 1990  | Ukraine    | 2 537   | 6         | 2 544    | en stagnation |
| 7         | Nana Dzagnidze      | 1987  | Géorgie    | 2 535   | 4         | 2 570    | 35            |
| 8         | Viktorija Cmilyte   | 1983  | Lituanie   | 2 534   | 11        | 2 525    | en stagnation |
| 9         | Kateryna Lahno      | 1989  | Russie     | 2 529   | 8         | 2 530    | en stagnation |
| 10        | Pia Cramling        | 1963  | Suède      | 2 523   | 13        | 2 518    | en stagnation |

## Divers
- Premier cas de triche au téléphone portable repéré par la Commission prévue à cet effet par la FIDE, par Gaioz Nigalidze[87],[88].

## Transferts
- Yaroslav Jereboukh (Ukraine) représente la fédération américaine.
- En juin 2015, Fabiano Caruana (Italie) est inscrit auprès de la fédération américaine.

## Nécrologie
- date inconnue en 2015 : Henry Camilleri, 18 fois champion de Malte et Carol Partoș (en)
- janvier :  Aleksandr Lastine, champion de Russie en 2002, né en 1976.
- 6 janvier : Alexandru Segal (en)
- 10 janvier : Slobodan Martinović
- 13 avril : Oscar Castro (en)
- mai : César Boutteville, champion de France, né en 1917, et Felipe Pinzón Sánchez (en)
- 3 mai : Dennis Morton Horne (en)
- 21 mai : Joaquim Durão[89]
- juin : Gaguik Oganessian (en)[90]
- 3 juin : Mary Elizabeth Davies (en)
- 11 juin : Joaquin Carlos Diaz (en)
- 23 juin : Kim Commons (en)
- 24 juin : Walter Browne, champion d'Australie et des États-Unis, né en 1951
- 25 juin : José Miguel Ridameya Tatche (en)
- 29 juin : Ronald Câmara (en)
- 11 juillet : Herbert Ahues
- 29 juillet : István Molnár (en)
- 13 août : Shlomo Smiltiner (en)
- 23 août : Sergio Carlos Giardelli (en)
- 19 septembre : Jorge Szmetan (en)
- 4 octobre : John Moles (en)
- 14 octobre : Clara Friedman (en)
- 17 octobre : Emory Tate
- 23 octobre : Krunoslav Hulak
- 26 octobre : Ove Kinnmark (en)
- 30 novembre : Nina Hrušková-Bělská (en)
- 15 décembre : Margareta Perevoznic (en)
- 16 décembre : František Blatný (en)
- 21 décembre : Rimma Bilounova
- 22 décembre 2015 : Luis Rentero (fondateur du Tournoi de Linares)[91]
- 25 décembre : Leonid Gofshtein